# Neuburg an der Donau

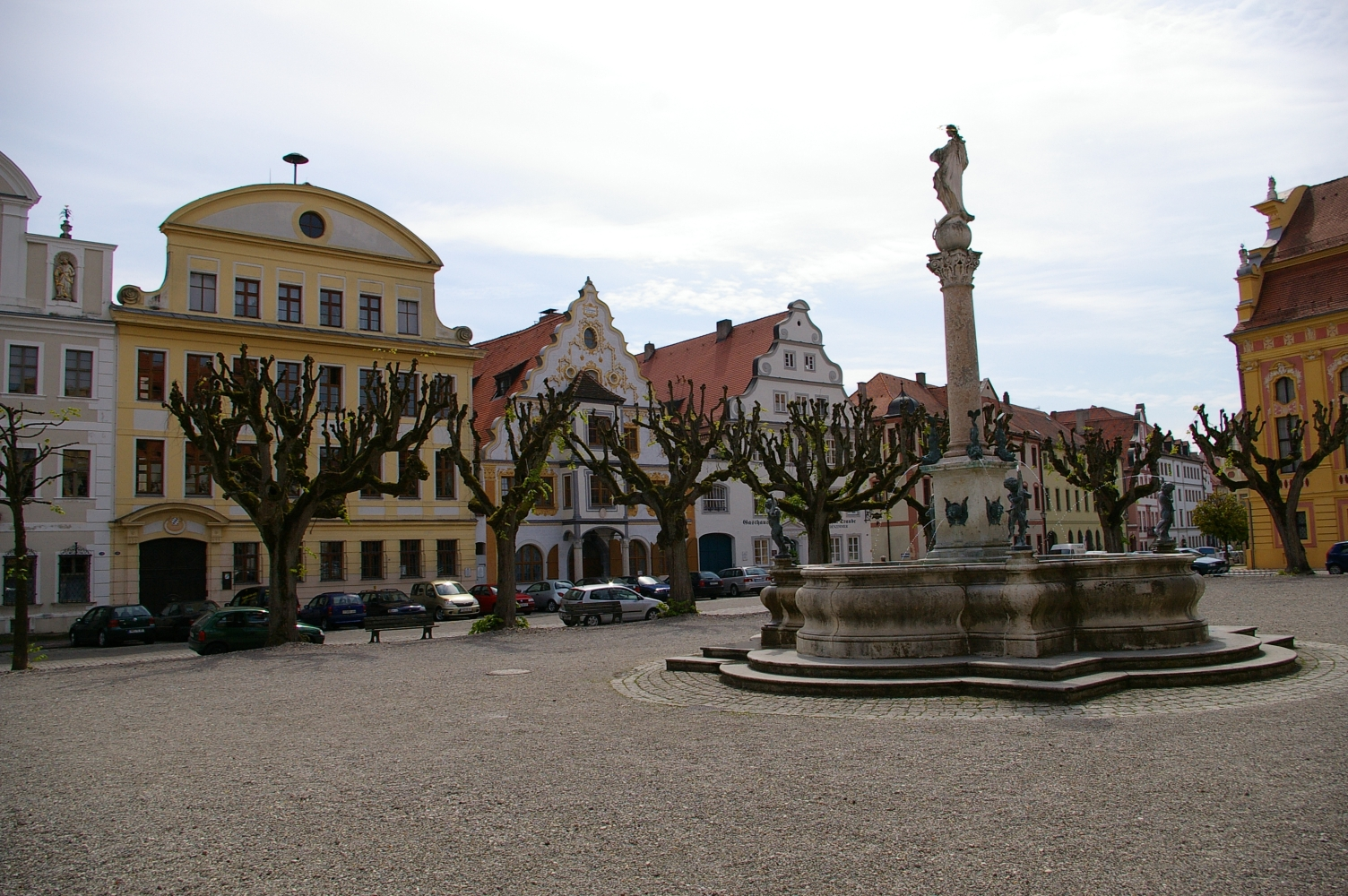
Neuburg an der Donau
(Piaţa Karlsplatz)

Neuburg an der Donau este un oraș din districtul Neuburg-Schrobenhausen, regiunea administrativă Bavaria Superioară, landul Bavaria, Germania.

## Personalități
- Bernd Eichinger, producător de film, senarist și regizor.